# Rudy Mbemba
Rudy Mbemba, född 29 augusti 1987, Stockholm, är en svensk professionell basketspelare.
Rudy Mbemba spelar som point guard och är 178 cm lång och väger 88 kg. 
Mbemba har kongolesiskt ursprung, båda föräldrarna är från Kongo-Kinshasa, och har växt upp med sin familj i Stockholmsförorten Rinkeby. 
Mbemba började sin karriär i Varberg för Varbergs Basket och har vid senare tider spelat i Stockholmsklubbarna Solna Vikings, KFUM Söder och 08 Stockholm sedan blev det spel för UB La Palma i den spanska 2:a liga och Frankfurt Skyliners i den tyska bundesligan. Han spelade säsongen 2007/08 i Solna Vikings som slog Sundsvall Dragons i SM-finalserien. 
Efter en lysande säsong i Sverige som slutade med vinst i Basketligan så åker Rudy över Atlanten till USA för att provträna med Miami Heat, Golden State Warriors samt Utah Jazz men p.g.a. skador och rädslan för att inte kunna tacka ja till buden från de draftande NBA-lagen på grund av kontraktproblem så tackade Rudy nej till samtliga kontraktförsök av klubbarna och valde att spela minst ett år igen i Europa.
2009 återvände han till Solna för att säsongen efter ta plats som nyckelspelare i LF Basket. Men karriären gick inte som planerat. 2014 stängdes han av från allt spel i två år efter att ha missat dopningskontroller vid upprepade tillfällen. 
Rudy Mbemba spelar i Umeå BSKT i Svenska basketligan säsong 2016/17.